# Eupelops oudemansi
Eupelops oudemansi är en kvalsterart som först beskrevs av Thomas van der Hammen 1952.  Eupelops oudemansi ingår i släktet Eupelops och familjen Phenopelopidae. Inga underarter finns listade i Catalogue of Life.